# Дарнеталь (кантон)
Дарнеталь (фр. Darnétal) — кантон во Франции, находится в регионе Нормандия, департамент Приморская Сена. Входит в состав округа Руан.

## История
До 2015 года в состав кантона входили коммуны Буа-д'Эннебур, Буа-л'Эвек, Гренвиль-сюр-Ри, Дарнеталь, Ла-Вьё-Рю, Ле-Эрон, Мартенвиль-Эпревиль, Озувиль-сюр-Ри, Прео, Ри, Роншероль-сюр-ле-Вивье, Сен-Дени-ле-Тибу, Сен-Жак-сюр-Дарнеталь, Сен-Леже-дю-Бур-Дени, Сен-Мартен-дю-Вивье, Сент-Обен-Эпине, Сервавиль-Салмонвиль, Фонтен-су-Прео и Эльбёф-сюр-Андель.
В результате реформы 2015 года состав кантона был существенно изменен.

## Состав кантона с 22 марта 2015 года
В состав кантона входят коммуны (население по данным Национального института статистики за 2018 г.):
- Амфревиль-ла-Ми-Вуа (3 324 чел.)
- Бельбёф (2 217 чел.)
- Бонсекур (6 429 чел.)
- Гуи (879 чел.)
- Дарнеталь (9 773 чел.)
- Имар (1 152 чел.)
- Кевревиль-ла-Потри (1 008 чел.)
- Лез-Отьё-сюр-ле-Пор-Сент-Уэн (1 268 чел.)
- Роншероль-сюр-ле-Вивье (1 161 чел.)
- Сен-Жак-сюр-Дарнеталь (2 961 чел.)
- Сен-Леже-дю-Бур-Дени (3 577 чел.)
- Сен-Мартен-дю-Вивье (1 644 чел.)
- Сент-Обен-Селловиль (1 117 чел.)
- Сент-Обен-Эпине (1 028 чел.)
- Фонтен-су-Прео (525 чел.)

## Политика
На президентских выборах 2022 г. жители кантона отдали в 1-м туре Эмманюэлю Макрону 32,9 % голосов против 21,6 % у Марин Ле Пен и 20,0 % у Жана-Люка Меланшона; во 2-м туре в кантоне победил Макрон, получивший 64,2 % голосов. (2017 год. 1 тур: Эмманюэль Макрон – 25,7 %, Жан-Люк Меланшон – 20,6 %, Марин Ле Пен – 20,0 %, Франсуа Фийон – 19,4 %; 2 тур: Макрон – 68,7 %. 2012 год. 1 тур: Франсуа Олланд — 28,5 %, Николя Саркози — 27,1 %, Марин Ле Пен — 16,2 %; 2 тур: Олланд — 52,6 %. 2007 год. 1 тур: Саркози — 30,1 %, Сеголен Руаяль — 25,0 %; 2 тур: Саркози — 52,3 %).
С 2021 года кантон в Совете департамента Приморская Сена представляют мэр города Бонсекур Лоран Грело (Laurent Grelaud) и вице-мэр города Дарнеталь Северин Гру (Séverine Groult) (оба — Разные левые).
|                | Кандидаты                   | Партия                   | Первый тур | Первый тур     | Второй тур | Второй тур |
| Кол-во голосов | Кандидаты                   | Партия                   | % голосов  | Кол-во голосов | % голосов  |            |
| -------------- | --------------------------- | ------------------------ | ---------- | -------------- | ---------- | ---------- |
|                | Лоран Грело Северин Гру     | Разные левые             | 3 392      | 37,76          | 4 633      | 53,25      |
|                | Бенуа Анкетен Марилен Фолле | Разные левые             | 3 044      | 33,89          | 4 067      | 46,75      |
|                | Мелани Амон Тибо Эльдебом   | Национальное объединение | 1 783      | 19,85          |            |            |
|                | Тайеб Беркани Анник Мансель | Непокоренная Франция     | 763        | 8,49           |            |            |

|                | Кандидаты                       | Партия                  | Первый тур | Первый тур     | Второй тур | Второй тур |
| Кол-во голосов | Кандидаты                       | Партия                  | % голосов  | Кол-во голосов | % голосов  |            |
| -------------- | ------------------------------- | ----------------------- | ---------- | -------------- | ---------- | ---------- |
|                | Жак-Антуан Филипп Марилен Фолле | Социалистическая партия | 4 382      | 33,23          | 5 474      | 40,90      |
|                | Кристиан Лесерф Анни Прье       | Правый блок             | 3 828      | 29,03          | 4 878      | 36,44      |
|                | Элизабет Лалан де О Серж Лефевр | Национальный фронт      | 3 487      | 26,45          | 3 033      | 22,66      |
|                | Жан-Люк Варен Жоэль Жюдиселли   | Левый фронт             | 1 488      | 11,29          |            |            |